# James Cardno
James Cardno (n. 25 mai 1912, Fraserburgh⁠(d), Scoția, Regatul Unit al Marii Britanii și Irlandei – d. 15 mai 1975, Leeds, Anglia, Regatul Unit) a fost un bober ce a reprezentat Regatul Unit al Marii Britanii și al Irlandei de Nord, medaliat olimpic. A participat la o ediție a Jocurilor Olimpice (1936) în care a câștigat o medalie de bronz.

## Participări
Lista de mai jos prezintă principalele competiții la care a participat James Cardno de-a lungul carierei.
- bobsleigh at the 1936 Winter Olympics – four-man[*]